# Drusus melanchaetes
Drusus melanchaetes là một loài Trichoptera trong họ Limnephilidae. Chúng phân bố ở miền Cổ bắc.